# Déodat Gabriel Lejars
Déodat Gabriel Lejars (ur. 1836 w Paryżu) – francuski adiutant Edmunda Calliera w powstaniu styczniowym.

## Życiorys
Był podoficerem żuawów algierskich. Do powstania przystąpił w marcu 1863 roku. 22 marca 1863 roku został ranny pod Olszakiem i dostał się do niewoli. W bitwie pod Olszowym Młynem zasłynął ze swej nieugiętej postawy: strzelał przez kilka godzin bez przerwy. Znajdujący się przy nim powstańcy nabijali mu broń, a on ciągle z niej strzelał.